# 芦川いづみ
芦川 いづみ（あしかわ いづみ、1935年10月6日 - ）は日本の元女優。本名：伊藤 幸子（旧姓：芦川）。日活の黄金期を代表する女優として知られる。

## 来歴

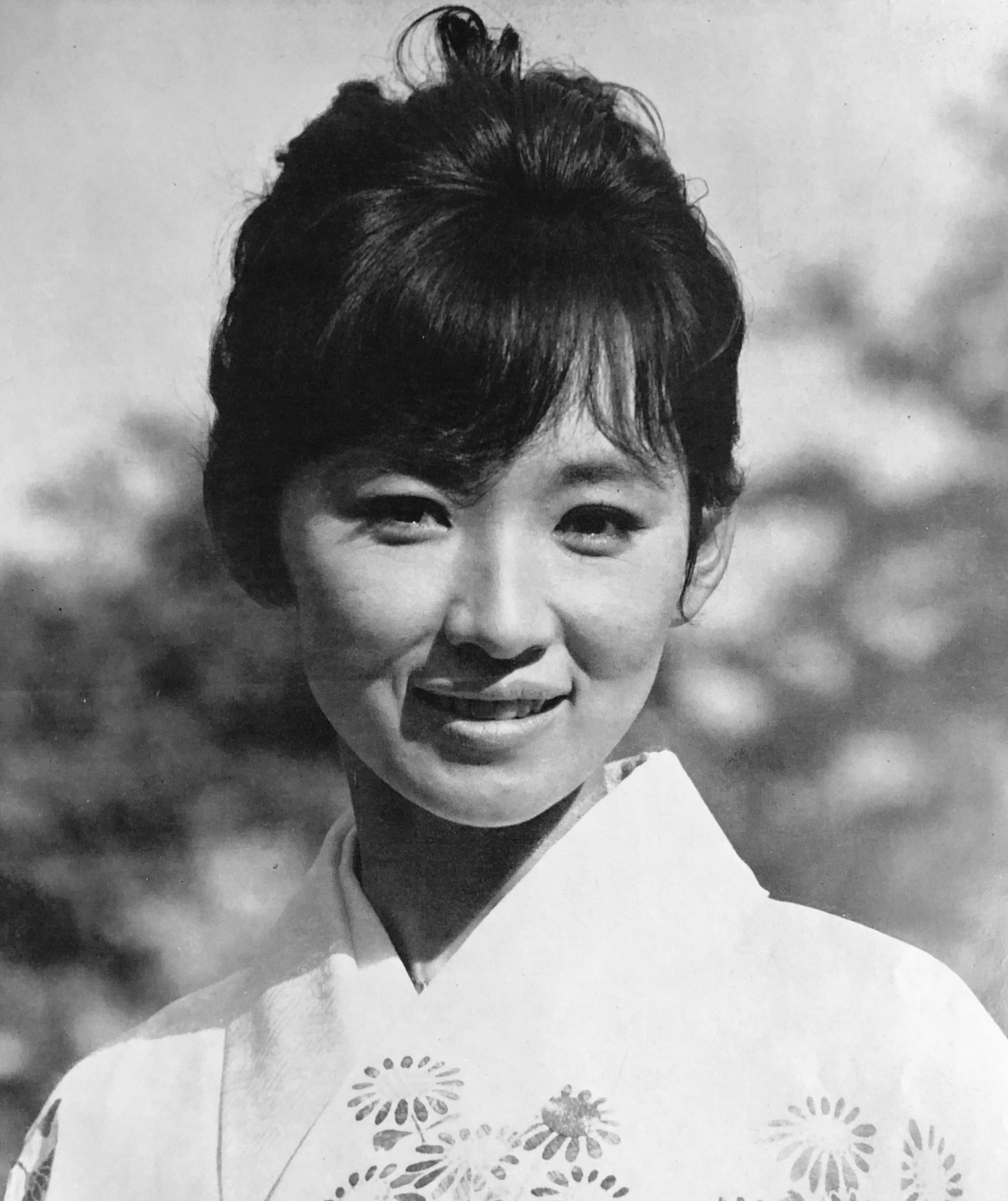
『映画情報』1965年2月号（国際情報社）より

東京市北区滝野川田端町で生まれる。1952年に法政大学潤光女子高校を中退し、松竹歌劇団付属松竹音楽舞踊学校に入学する。同期に野添ひとみ、山鳩くるみらがいた。このとき芸名を「芦川いづみ」とする。
1953年にファッション・ショー出演中に松竹の川島雄三監督に認められ、川島監督の『東京マダムと大阪夫人』でデビューする。1955年に川島監督の推薦で、松竹歌劇団を退団して日活に入社する。市川崑監督の『青春怪談』で日活映画に初出演する。
『幕末太陽傳』など川島監督の作品をはじめ様々な役に挑み、松竹から移籍した北原三枝とともに日活を代表する女優となった。浅丘ルリ子、吉永小百合、中原早苗、笹森礼子と合わせて「パールライン」と愛称された。
1956年に田坂具隆監督の『乳母車』で石原裕次郎と初共演して爽やかな演技で人気を確かにすると、北原とともに裕次郎映画のヒロインとして欠かせない存在となり、北原の引退後も裕次郎の相手役として活躍した。浅丘ルリ子にそのポジションを譲ってからも、日活を代表する女優として活躍した。1958年の『美しい庵主さん』で、尼僧を演じるために坊主頭となった。1961年に映画『激流に生きる男』製作中、共演者の赤木圭一郎が他界して製作が中止された。1962年の『硝子のジョニー 野獣のように見えて』で、これまで演じたことがない「男たちを魅了してやまない流浪の女」を演じて新たな魅力を見せた。
1968年に藤竜也と結婚して映画『孤島の太陽』が引退作となった。以後は映画やテレビなどに女優としては出演していない。
2007年11月17日に京王プラザホテルで開催された日活出身の俳優で構成する「俳優倶楽部」とスタッフらで構成する「旧友会」の合同パーティーに、渡哲也・浅丘ルリ子・宍戸錠・川地民夫・沢本忠雄・鈴木清順・井上梅次・齋藤武市・舛田利雄らと共に出席して、久々に公の場に姿を見せた。2009年に石原裕次郎の二十三回忌、と南田洋子の死去に際してスポーツ新聞にコメントを寄せる。2018年にデビュー65周年企画として出演した10作品のDVD販売にあたり、DVDで音声解説した。

## エピソード
- 映画俳優として「和製オードリー・ヘップバーン」「日活の原節子」[1]、松竹歌劇団時代は、有馬稲子に顔立ちが似ているが彼女よりもたくましいことから「稲」ではなく「麦」だと洒落で「おムギ」、それぞれ愛称された[9]。
- 1959年（昭和34年）3月2日から6日まで開催された「ベルリン日本映画芸術の日」と3月6日から11日まで開催された「ミュンヘン日本映画見本市」に出席のため、3月1日に山梨稔（新東宝専務）、池広利夫（大映営業渉外部長）や大川恵子（東映）、大空眞弓（新東宝）、小山明子（松竹）、司葉子（東宝）、若尾文子（大映）ら他の映画会社各社代表女優たちと共に、日活代表女優としてプロモーションした。
- スタジオジブリ作品における宮﨑駿のヒロイン像は、芦川が原点になっている[10][5]。
- 石原裕次郎がプライベートでスキー中に負傷して『激流に生きる男』に出演不可能となり、代役した赤木圭一郎が撮影中に他界すると、日活は所属俳優らにスキー禁止令を出した。芦川が休みを利用して秘密裏にスキーへ出掛けたことを知る石原は、「いづみちゃんスキーしているんだって」とからかった[11]。

## 出演歴

### 映画
- 東京マダムと大阪夫人（1953年）
- 蛮から社員（1954年）
- 若き日は悲し（1954年）
- 青春怪談（1955年）
- 春の夜の出来事（1955年）
- 若き魂の記録 七つボタン（1955年）
- 大岡政談 人肌蝙蝠（1955年）
- 沙羅の花の峠（1955年）
- 未成年（1955年）
- 続警察日記（1955年）

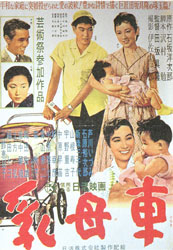
『乳母車』（1956年）

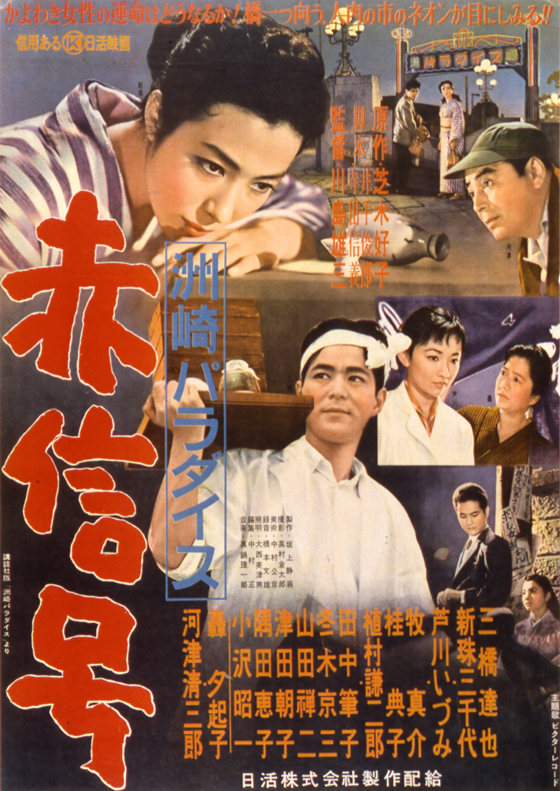
『洲崎パラダイス赤信号』（1956年）

『祈るひと』（1959年）の撮影現場

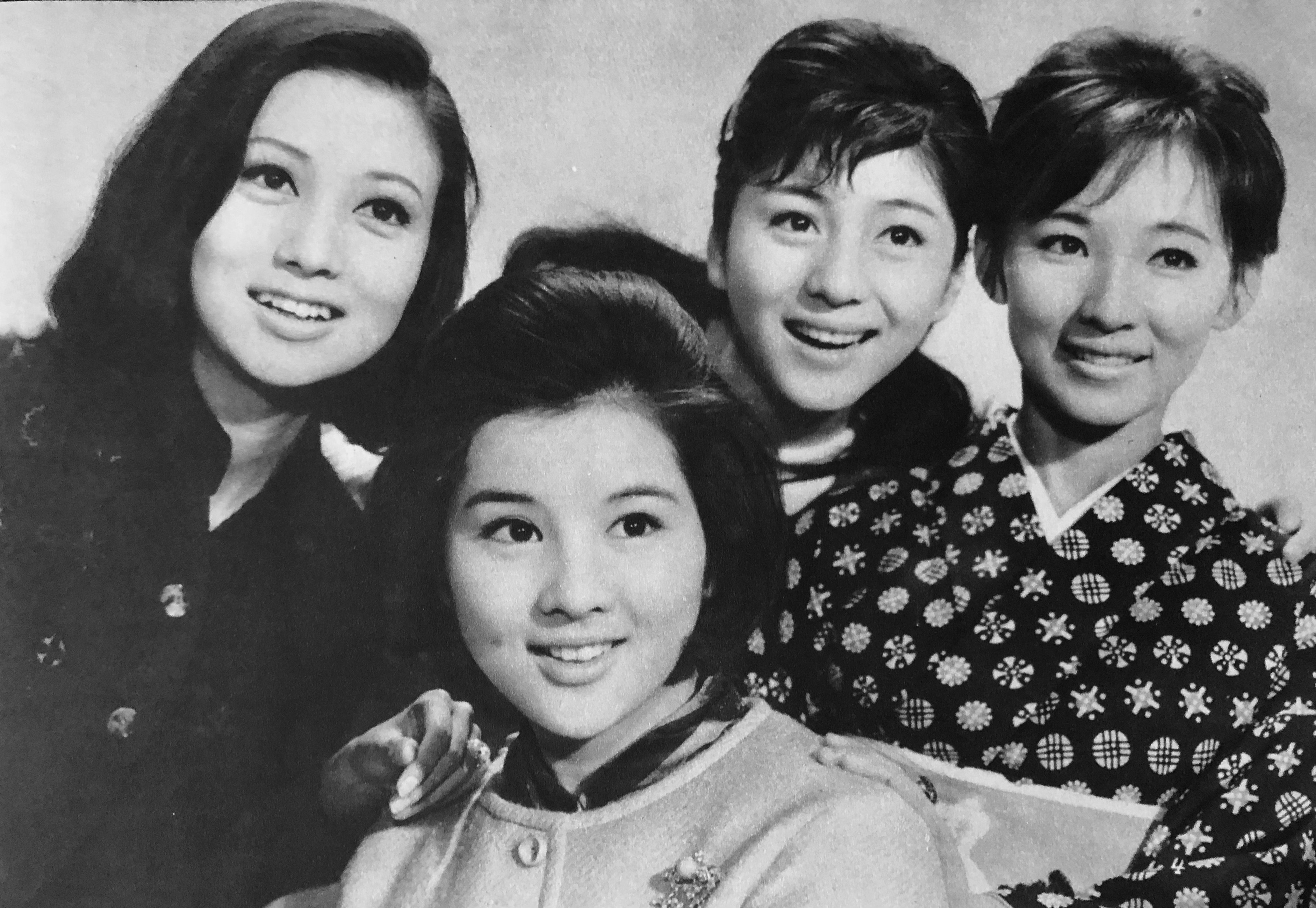
『若草物語』（1964年）。左から浅丘ルリ子、吉永小百合、和泉雅子、芦川いづみ。

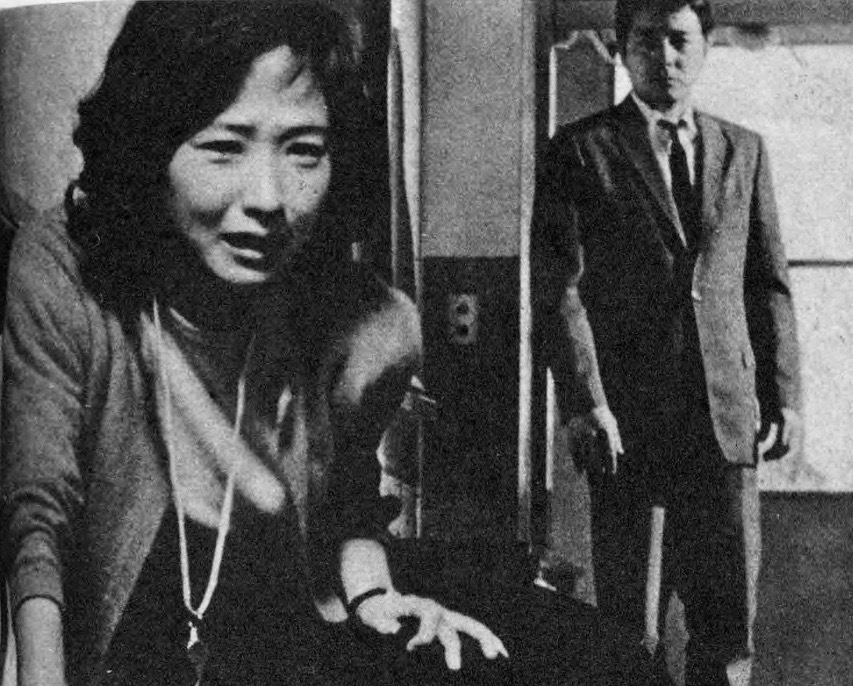
『日本列島』（1965年）

- ジャズ・オン・パレード 1956年 裏町のお転婆娘（1956年）
- 風船（1956年）
- 死の十字路（1956年）
- 東京の人（1956年）
- 黒帯有情 花と嵐（1956年）
- 名寄岩 涙の敢斗賞（1956年）
- 火の鳥（1956年）(特別出演)
- ドラムと恋と夢（1956年）(特別出演)
- しあわせはどこに（1956年）
- 洲崎パラダイス赤信号（1956年）
- 最後の戦斗機（最後の戦闘機）（1956年）
- 乳母車（1956年）
- 人間魚雷出撃す（1956年）
- 若ノ花物語 土俵の鬼（1956年）※クレジットなし
- お転婆三人姉妹 踊る太陽（1957年）
- 哀愁の園（1957年）
- 孤獨の人（1957年）
- 無法一代（1957年）
- 「男対男」より　命も恋も（1957年）
- 幕末太陽傳（1957年）
  - 幕末太陽傳 デジタル修復版（2011年）
- 白い夏（1957年）
- 誘惑（1957年）
- 江戸の小鼡たち（1957年）
- 嵐を呼ぶ男（1957年）
- 佳人（1958年）
- 陽のあたる坂道（1958年）
- 美しい庵主さん（1958年）
- 知と愛の出発（1958年）
- 銀座の沙漠（1958年）
- 夜の狼（1958年）
- 完全な遊戯（1958年）
- 紅の翼（1958年）
- 若い川の流れ（1959年）
- 祈るひと（1959年）
- 東京の孤独（1959年）
- その壁を砕け（1959年）
- ゆがんだ月（1959年）
- 男なら夢をみろ（1959年）
- 風のある道（1959年）
- 清水の暴れん坊（1959年）
- 硫黄島（1959年）
- 大学の暴れん坊（1959年）
- 男が命を賭ける時（1959年）
- やくざの詩 (1960年)
- 学生野郎と娘たち（1960年）
- あじさいの歌（1960年）
- 青年の樹（1960年）
- 霧笛が俺を呼んでいる（1960年）
- 喧嘩太郎（1960年）
- 一匹狼（1960年）
- あした晴れるか（1960年）
- コルトが背中を狙ってる（1960年）
- 街から街へつむじ風（1961年）
- 無鉄砲大将（1961年）
- ろくでなし野郎（1961年）
- 散弾銃の男（1961年）
- いのちの朝（1961年）
- あいつと私（1961年）
- 堂堂たる人生（1961年）
- アラブの嵐（1961年）
- 男と男の生きる街（1962年）
- 気まぐれ渡世（1962年）
- 青年の椅子（1962年）
- 青い街の狼（1962年）
- 憎いあンちくしょう（1962年）
- 硝子のジョニー 野獣のように見えて（1962年）
- 金門島にかける橋（1962年）
- しろばんば（1962年）
- 青い山脈（1963年）
- 青春を返せ（1963年）[12]
- 美しい暦（1963年）
- その人は遠く（1963年）
- 真白き富士の嶺（1963年）
- 成熟する季節（1963年）
- こんにちは赤ちゃん（1964年）
- 出撃（1964年）
- 鉄火場破り（1964年）
- 執炎（1964年）
- 若草物語（1964年）
- 日本列島（1965年）
- 結婚相談（1965年）
- 四つの恋の物語（1965年）
- 源氏物語（1966年）
- 日本仁侠伝 血祭り喧嘩状（1966年）
- 太陽が大好き（1966年）
- 風車のある街（1966年）
- 夜のバラを消せ（1966年）
- 殺るかやられるか（1966年）
- 愛と死の記録（1966年）
- 不敵なあいつ（1966年）
- 私は泣かない（1966年）
- 嵐を呼ぶ男（1966年）
- 喜劇 大風呂敷（1967年）
- 赤木圭一郎は生きている 激流に生きる男（1967年）
- 君は恋人（1967年） - 特別出演
- 大幹部 無頼（1968年）
- 娘の季節（1968年）
- 孤島の太陽（1968年）

### テレビドラマ
- 青い怒濤（1956年）
- ひこばえショー 愛すべき狂人たち（1956年）
- 拾い育て失う （1964年）
- おねえさん（1964年）
- 信子（1964年）
- 結婚について（1964年）
- あした来る人（1964年）
- 青春の素顔（1964年）
- 陽のあたる坂道（1965年）
- あした来る人（1965年）
- 判決（第172回）負け犬の遠吠え（1966年、NET）
- 結婚記念日（1966年）
- しあわせ（1966年）
- 愛妻くん（第1回）男らしさ（1966年）
- 遠い（1966年）
- 愛妻くん（第7回）おまかせします（1966年）
- ナショナルゴールデン劇場 「愛しき哉」 - 主演（1966年、NET）
- ライオン奥様劇場 「永遠に答えず」 - 主演・藤川由美子 役（1967年、フジテレビ・日活）
- 東京物語（1967年）
- 愛妻くんこんばんは（第7回）男の秘密とは… （1967年）
- 志都という女 - 主演（1967年、TBS・日活）
- 空に真赤な雲のいろ（1967年、NET）
- 日産スター劇場 「京都で逢った人」（1968年、日本テレビ）
- 大丸名作劇場（毎日放送制作）
  - 若草物語 - 主演・丹埼かすみ 役（1968年、日活）
  - 花の恋人たち（1968年、日活） ※最後のドラマ出演

### バラエティー番組
- スター千一夜（フジテレビ）
- ズバリ!当てましょう（フジテレビ）
- ジェスチャー（NHK）

### CM
- サンキョーアルミ
- エルモ社 8ミリカメラ

## 文献
- 『芦川いづみ 愁いを含んで、ほのかに甘く』 高崎俊夫・朝倉史明編、文藝春秋、2019年。回想インタビューほか